# کریم ولید
کریم ولید (عربی: كريم وليد؛ زادهٔ ۸ اوت ۱۹۹۷) بازیکن فوتبال اهل مصر است.
از باشگاه‌هایی که در آن بازی کرده‌است می‌توان به باشگاه ورزشی الاهلی مصر اشاره کرد.
وی همچنین در تیم ملی فوتبال زیر ۲۳ سال مصر بازی کرده‌است.